# Таваярви (озеро, северное)
Таваярви — пресноводное озеро на территории Кестеньгского сельского поселения Лоухского района Республики Карелии.
Является частью Иовского водохранилища.

## Общие сведения
Площадь озера — 3,4 км², площадь водосборного бассейна — 5240 км². Располагается на высоте 72,0 метров над уровнем моря.
Форма озера лопастная, продолговатая: оно более чем на четыре километра вытянуто с юго-запада на северо-восток. Берега изрезанные, каменисто-песчаные, преимущественно возвышенные.
Таваярви, по сути, является частью Тумчаозера, которое соединяется с Сушозером, через которое протекает река Ковда, впадающая, в свою очередь, в Белое море.
В озере расположено не менее шести безымянных островов различной площади, рассредоточенных по всей площади водоёма.
Населённые пункты вблизи водоёма отсутствуют.
Код объекта в государственном водном реестре — 02020000611102000001303.